# Herbéviller
Herbéviller település Franciaországban, Meurthe-et-Moselle megyében. Lakosainak száma 213 fő (2022. január 1.). Herbéviller Domèvre-sur-Vezouze, Fréménil, Mignéville, Ogéviller, Pettonville, Réclonville és Saint-Martin községekkel határos.

## Népesség
A település népességének változása:
| Lakosok száma | 195  | 184  | 220  | 217  | 213  | 228  | 236  | 240  | 231  | 213  |
|               | 1968 | 1982 | 1990 | 2006 | 2013 | 2015 | 2017 | 2019 | 2020 | 2022 |